# Love and War (film, 1899)
Love and War je americký němý film z roku 1899, produkovaný Edison Manufacturing Company. Režisérem je James H. White (1872–1944). Film trvá zhruba 3 minuty.

## Děj
Mladý muž jde do války. Zúčastní se bojů a je povýšen za statečnost. Ožení se s dívkou z Červeného kříže a vrátí se domů, kde ho všichni vítají. Na závěr ji představí své rodině a políbí.